# 赤見泰拠
赤見 泰拠（あかみ やすより）は、戦国時代の武将。甲斐武田氏家臣。後に後北条氏家臣。父・綱泰と同様の受領名「山城守」を名乗っていた。

## 生涯
父は上野沼田城主・沼田顕泰の次男である赤見綱泰。生年は不明だが嫡男・昌泰の事跡から1520年代頃と推測される。天文16年（1547年）に信濃で山内上杉家と武田氏間で勃発した小田井原の戦いでは武田晴信（信玄）より戦功を賞されており、このことから実家である沼田氏を出て当時武田氏に仕えていたことが分かる。後に実家の沼田氏に戻り、父・綱泰と共に後北条氏一族で沼田氏の名跡を継いだ沼田康元に仕えた。永禄3年（1560年）に長尾景虎（上杉謙信）が関東侵攻を開始すると沼田康元は沼田城を追われた。父・綱泰は康元に従い沼田を退去した後に縁戚の安中氏を頼り、その後の武田氏による西上野侵攻が起きると武田氏に従った。泰拠は父に従い再び武田氏に仕えたらしく、同11年（1568年）4月5日付で武田氏より信濃小県郡五十郷内20貫文を所領として与えられていることが確認されており、また父とは別に取り立てられ知行を与えられたとみられている。天正元年（1573年）11月には信濃佐久郡下畑物・塩平・大石で知行36貫文を与えられており、この時点で父の家督を継いでいたとみられる。
天正10年（1582年）3月に武田氏が滅亡した後も信濃に在住し、その後の天正壬午の乱で北条氏直が碓氷峠を越えて信濃に侵攻すると、7月には北条氏邦を取次として後北条氏に従った。しかし10月に後北条氏と徳川氏の間で和睦が成立し信濃佐久郡が徳川領となると、上野に移住し堪忍分として上野碓氷郡松井田に2貫文を与えられる。その後北条氏直は領国と定められた上野国を平定すべく、上野国内で敵対していた厩橋城主・北条高広や吾妻・沼田領を確保した真田昌幸を攻め、翌年（1583年）1月には沼田城と吾妻郡を結ぶ要衝・中山城（現・高山村）を長尾憲景の調略により確保した。泰拠は3月にこの中山城将に任命され、沼田領との境目の警護を務めた。その後の動向は不明。没年は文禄3年（1594年）であり、法名は寒松庵宗哲。